# Цайцс, Эдгарс
Эдгарс Цайцс (род. 17 июля 1989, Рига) — латвийский игрок в настольный хоккей, неоднократно возглавлявший мировой рейтинг.

## Спортивная карьера
Впервые принял участие в рейтинговом турнире ITHF в возрасте 12 лет, сыграв в декабре 2001 года на Кубке Риги. В 2003 году выиграл чемпионат Латвии среди юниоров, а уже в 2004 стал чемпионом страны в общем зачёте. По состоянию на 2024 год является 10-кратным чемпионом Латвии. В 2005 году дебютировал на проходившем в Риге чемпионате мира, где занял итоговое 21-е место, став лучшим представителем Латвии. В 2006 году стал бронзовым призёром чемпионата Европы в общем зачёте, а также чемпионом Европы в юниорском разряде. В дальнейшем становился чемпионом Европы в 2016 и 2022 годах, а также чемпионом мира 2017. Трижды становился лидером мирового рейтинга.

## Статистика выступлений
| Турнир         | 2005 | 2007 | 2009 | 2011 | 2013 | 2015 | 2017 | 2019 | 2021 | 2023 |
| Чемпионат мира | 21   | 20   | 6    | 4    | 2    | 3    | 1    | 12   | 12   | 7    |

| Турнир           | 2006 | 2012 | 2014 | 2016 | 2018 | 2022 |
| Чемпионат Европы | 3    | 9    | 5    | 1    | 2    | 1    |

| Турнир           | 2002 | 2003 | 2004 | 2005 | 2006 | 2007 | 2008 | 2009 | 2010 | 2012 | 2014 | 2015 | 2016 | 2017 | 2018 | 2019 | 2020 | 2023 | 2024 |
| Чемпионат Латвии | 22   | 5    | 1    | 5    | 1    | 1    | 3    | 2    | 1    | 1    | 2    | 2    | 1    | 1    | 1    | 1    | 1    | 2    | 2    |